# 수무아붐
수무아붐(Sūmû-abum, 또는 수아부)은 아모리인이자 바빌로니아 제1왕조(아모리 왕조)의 초대 왕이었다. 기원전 1897년부터 1883년까지 통치했다(중간 연대기). 이전에 동족 아모리 도시 국가인 카잘루가 통치했던 작은 지역을 해방시켰는데, 이 지역에는 당시 남부 메소포타미아의 작은 행정 중심지였던 바빌론이 포함되어 있었다. 수무아붐(및 그를 계승한 세 명의 아모리 왕들)은 스스로를 바빌론의 왕이라고 칭하지 않았는데, 이는 당시 이 도시의 중요성이 여전히 미미했음을 시사한다. 키수라의 왕이 된 것으로도 알려져 있다. 다른 견해에 따르면 키수라를 통치했던 수무아붐은 실제로는 신-카시드에 앞서 우루크 제6왕조의 통치자였다고 한다. 그는 바빌론에서 남쪽으로 25킬로미터 떨어진 딜바트를 통치했으며, 통치 9년에 도시 성벽을 건설한 기록이 남아 있다. 통치 3년에는 마나나 왕조의 주요 도시였던 엘립/일리프를 정복했다고 주장했다. 통치 10년이 되자 수무아붐은 바빌론 동쪽으로 12킬로미터 떨어진 키시를 장악했다. 키시는 한동안 마나나 왕조의 통제 아래 있었으나, 잠시 라르사에게 빼앗겼다가 통치 13년에 수무아붐이 다시 회복했다. 키시는 더 이상 강력한 도시는 아니었지만, 여전히 상징적인 중요성을 유지했다.
동시기에 이시-수무아붐이라는 인물도 있었는데, 어디를 다스렸는지는 알려져있지 않지만 수무아붐과는 다른 인물이다. 시파르에서 발견된 점토판 BM 80328에는 수무아붐 이전에 19명의 알려지지 않은 바빌론 통치자 목록이 있다.

## 같이 보기
- 메소포타미아 왕조 목록
- 근동의 고대사 연대학